# The Legend of Zelda: Echoes of Wisdom
The Legend of Zelda: Echoes of Wisdom ist ein Action-Adventure-Videospiel aus der The-Legend-of-Zelda-Reihe. Das Spiel wurde von Nintendo für die Nintendo Switch entwickelt und am 26. September 2024 veröffentlicht. Es ist das erste Top-down-Zelda-Spiel seit Tri Force Heroes (2015), sowie der erste Einzelspieler-Top-down-Titel der Reihe seit A Link Between Worlds (2013). Außerdem ist es der erste offizielle Zelda-Titel mit Prinzessin Zelda als Protagonistin anstelle von Link, welcher sonst in der Reihe immer diese Rolle übernommen hat.

## Handlung
Beim Versuch, Zelda vor Ganon zu retten, wird Link in einen der mysteriösen Risse gezogen, die in ganz Hyrule auftauchen. Mit der Hilfe der mysteriösen Fee Tri, welche ihr den Tri-Stab gibt, bricht Zelda auf, um Link und Hyrule zu retten.

## Spielprinzip
Im Gegensatz zu vorherigen Zelda-Spielen ist die Spielfigur Prinzessin Zelda, die mit Hilfe des magischen Tri-Stabs Imitationen von bestimmten Objekten und Gegnern, sogenannte „Echos“, beschwören kann.

## Entwicklung
Der Grafikstil des Spiels erinnert an The Legend of Zelda: Link's Awakening (2019).